# Arácnidos (película de 2023)
Arácnidos o La plaga (en francés; Vermines) es una película de terror francesa dirigida por Sébastien Vaniček y estrenada en 2023.

## Sinopsis
Kaleb, un apasionado de los animales exóticos, trae una araña venenosa a casa, pero, accidentalmente el animal escapa y se reproduce. Ahora, los vecinos del edificio se enfrentan a una plaga de arañas mortales.

## Reparto
- Théo Christine : Kaleb
- Sofia Lesaffre : Lila
- Jérôme Niel : Mathys
- Lisa Nyarko : Manon
- Finnegan Oldfield : Jordy
- Marie-Philomène Nga : Claudia
- Ike Zacsongo-Joseph : Toumani
- Emmanuel Bonami : Gilles
- Abdallah Moundy : Benzaouï
- Mahamadou Sangaré : Moussa
- Xing Xing Cheng : Sra. Zhao
- Malik Amraoui : el teniente

## Producción
El director Sébastien Vaniček anuncia el 16 de enero de 2022, el inicio del rodaje de su primer largometraje en Seine-Saint-Denis . El rodaje fue previsto que dure hasta el 3 de marzo de 2022. El escenario de la ciudad es el de los estadios de Picasso en Noisy-le-Grand.

## Premios y nominaciones
Premios César
- Mejor Opera Prima para Sébastien Vaniček (Nominado)
- Mejor Efectos Especiales para Léo Ewald (Nominado)